# I'm Still Alive
I'm Still Alive (em português: Ainda estou vivo) foi a canção que representou Eslováquia no Festival Eurovisão da Canção 2011 que teve lugar em Düsseldorf, na Alemanha, em 12 de maio desse ano.
A referida canção foi interpretada em Inglês (a primeira vez em que a Eslováquia não levou uma canção em eslovaco) pelas TWiiNS. Na segunda semi-final foi a segunda canção a ser interpretada, a seguir á canção da Bélgica "With Love Baby", cantada por Witloof Bay e antes da canção de Ucrânia "Angel", cantada por Mika Newton. Terminou a competição em 13º lugar com 48 pontos, não conseguindo passar á final.

## Autores
| Autores                                               |
| ----------------------------------------------------- |
| Letrista: Bryan Todd, Sandra Nordstrom, Brano Jancich |
| Compositores: Bryan Todd                              |

## Letra
A letra menciona o facto que, para conseguirmos chegar aos nossos objectivos, temos de lutar e correr riscos, porque com força e empenho tudo se consegue e a tudo se sobrevive.

## Charts
| Chart             | Melhor posição |
| ----------------- | -------------- |
| Eslováquia (IFPI) | 18             |